# Temporada del 2015 de pilota valenciana

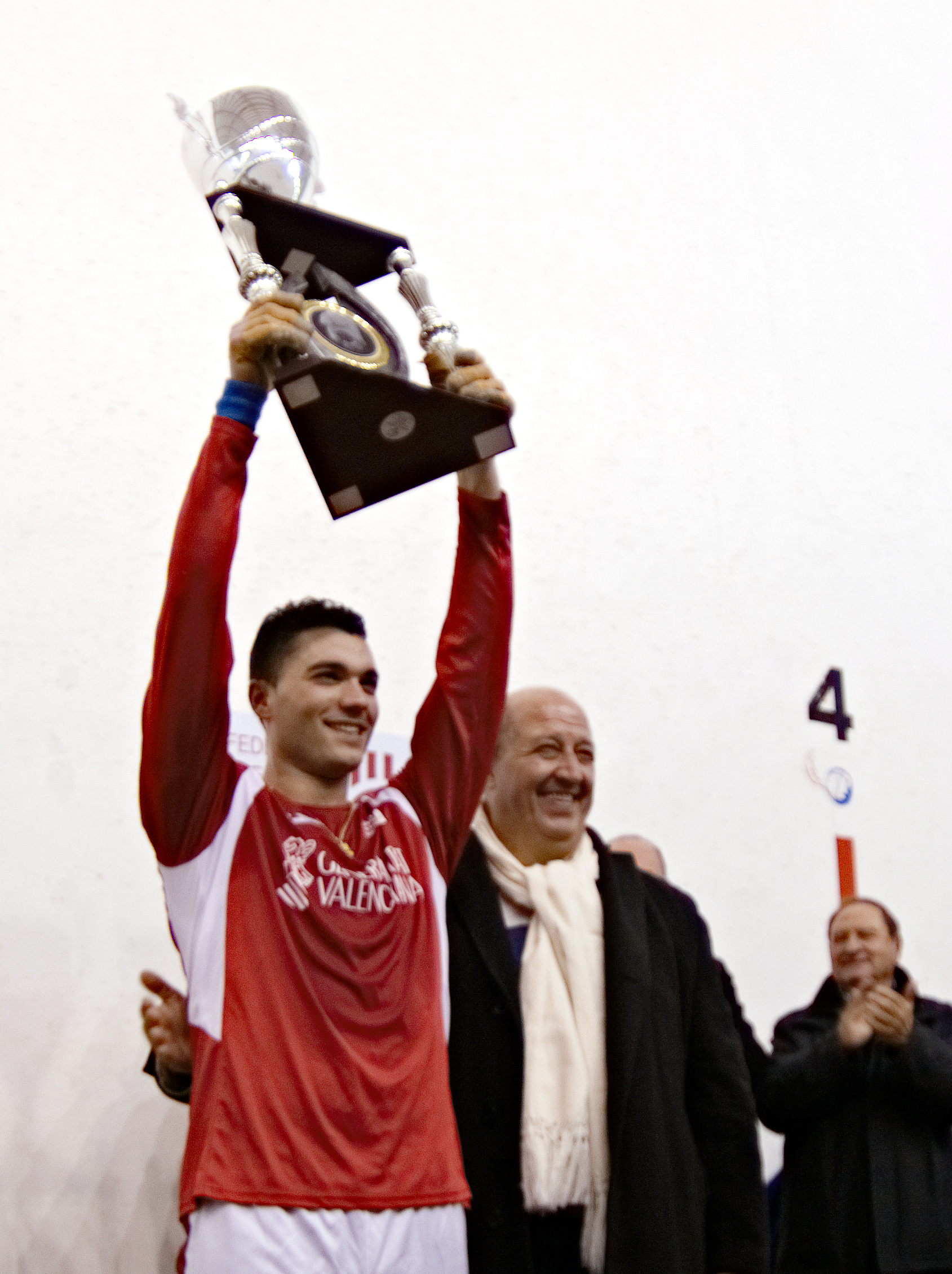
3 de gener: Marrahí campió

La temporada de pilota valenciana de l'any 2015 estigué marcada per l'acord entre la Federació de Pilota Valenciana, la Generalitat Valenciana, la Diputació de València i les empreses de pilota ValNet i El Zurdo per a gestionar un préstec de mig milió d'euros de l'empresari José Luis López Sánchez per a assegurar la continuïtat del món professional del trinquet, després de la pèrdua del patrocini de la Fundació Bancaixa. Amb l'aportació de López i d'altres patrocinadors, el pressupost total per a 2015 era de nou-cents mil euros.
L'acord, que entrà en vigor l'1 de gener, deixava fora de la societat l'empresa A Mà Pilota encapçalada per Waldo d'Oliva, que el setembre del 2014 havia contractat quasi tots els jugadors professionals de raspall i, de retruc, provocà un enfrontament entre les parts interessades d'eixa especialitat. Al remat, el conflicte se segellà amb la rescissió dels contractes dels raspallers d'A Mà Pilota i l'assumpció per part de ValNet de llurs nòmines: l'últim en fitxar fou Waldo, que no obstant això rebutjà ocupar cap de càrrec en la nova ordenació.

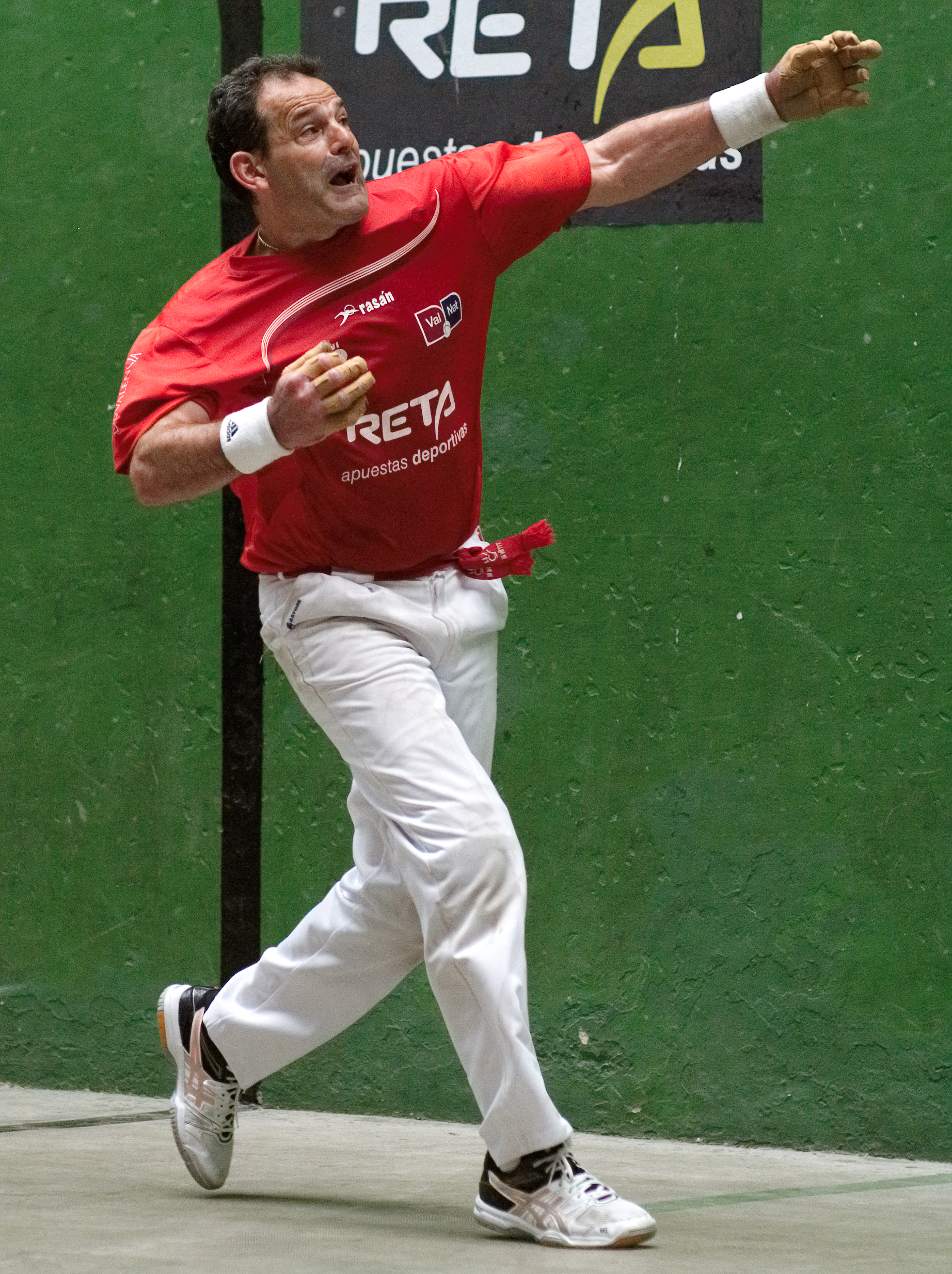
19 d'abril: Titín III a Xest

Un dels esdeveniments del 2015 fon la visita oficial del multicampió riojà de pilota basca Augusto Ibáñez Titín III per a jugar dos partides d'homenatge a València amb figures com Álvaro Navarro Serra i Puchol II, encara que al remat cap dels dos pogué participar i hagueren de ser substituïts per altres figures: divendres 17 d'abril Titín III i Genovés II guanyaren 41 per 32 a Montesa i Adrián III al Frontó del Puig; l'altra, disputada diumenge 19 d'abril al frontó Baró de Xest, els enfrontà a Ismael Fageca i Raul de Godelleta, que perderen 41 per 33.
Una altra fita de l'any fon el canvi de gerència del trinquet de Pelayo, després de la jubilació del trinqueter Arturo Tuzón; també es varen inaugurar el Nou Trinquet d'Oliva i el de Favara i es va remodelar el d'Ondara i la Selecció Valenciana de Pilota participà en les Competicions Internacionals de Pilota de 2015 del Piemont, Calgary i Maubeuche.

## Cronologia
- 1 de gener: entra en funcionament la nova comissió gestora.
- 8 de gener: Waldo fitxa per ValNet.
- 14 de gener: el mitger Cervera anuncia la seua retirada com a professional.[14]
- 15 de gener: el President Fabra rep a Julio Marrahí en el Palau de la Generalitat.[15]
- 26 de gener: Alberto Fabra inaugura el programa Pilota a l'Escola en Alzira.[16]
- 30 de gener: el ple de l'ajuntament de Manises aprova el canvi de nom del Trinquet Municipal Juan Blasco Navarro.[17]
- 24 de febrer: l'President de la Diputació de València inaugura el nou carrer artificial de Moixent.[18]
- 1 de març: A Mà Pilota comença a gestionar el Trinquet de Xeraco.[19]
- 16 de març: el grup de música VaDeBo publica el seu primer disc, Travesses.[20]
- 28 de març: Cervera és homenatjat a Pelayo amb dos partides de gala.[21]
- 3 d'abril: entra en vigor la penalització del quinze en les galeries en totes les partides d'escala i corda per orde federativa.[22]
- 9 d'abril: l'alcaldessa Barberà lliura sengles Premis al Mèrit Esportiu de la Ciutat de València a Paco Nadal i Álvaro Navarro Serra.[23]
- 19 d'abril: el Trinquet de Manises fa una partida d'homenatge a Juan Blasco Navarro.[24]
- 26 d'abril: PilotaVeu fa una presentació oficial al Centre Artesà Tradicionàrius, seguit d'una demostració de raspall.[25]
- 28 d'abril: la Federació ingressa en la Reial Orde del Mèrit Esportiu.[26]
- 2 de maig: el Trinquet de Pedreguer fa dos partides en homenatge al marxador Toni Canana, retirat dos mesos abans[27]
- 6 de maig: el Nou Trinquet de Guadassuar homenatja l'aficionat Alfredo d'Alfarb en fer setanta-sis anys.[28]
- 16 de maig: Llocnou d'en Fenollet inaugura el Trinquet Municipal Raül Rodríguez Soler el Moreno.[29]
- 12 de juny: el trinquet de Benissa fa una partida d'homenatge al pilotari José Ramiro Capó.[30]
- 14 de juny: el nou trinquet de Xàbia celebra els cinc anys de la inauguració amb una festa.[31]
- 7 de juliol: el President de les Corts Valencianes rep una delegació del món de la pilota.[32]
- 10 de juliol: Álvaro Navarro Serra i Genovés I i II juguen un mà a mà benèfic pels vint anys de la final del Trofeu Individual Bancaixa de 1995.[33]
- 17 de juliol: PilotaVeu rep el Premi Durà honorífic atorgat per la Penya Pilotaris Amics del Frontó del Puig.[34]
- 30 de juliol: el Club Pilotari de Torrent homenatja el trinqueter Juan Antonio Zamora Natàlio.[35]
- 21 d'agost: el Club de Pilota d'Oliva inaugura el nou Trinquet Municipal d'Oliva.[36]
- 13 de setembre: se celebra el XXIV Dia de la Pilota Valenciana a la Plaça de l'Ajuntament de València.[37]
- 17 d'octubre: s'inaugura el nou trinquet de Favara.[38]
- 1 de novembre: Pelayo reobri per a la final del XXX Individual d'Escala i Corda.
- 6 de novembre: mor Antonio Miralles Canana.[39]
- 7 de novembre: mor Juliet d'Alginet.[40]
- 20 de novembre: Adrián I és homenatjat pels vint anys com a trinqueter de Sueca.[41]
- 27 de novembre: l'editorial Això És Com Tot presenta el llibre Joc, espai i xarxa a l'Alcúdia.[42]
- 26 de desembre: Arturo Tuzón Gómez és homenatjat a Pelayo pels trenta anys com a trinqueter.[43]

## Competicions i trofeus
| Fi.   | Trofeu                                                                             | Mod.     | Guanyadors | Finalistes |
| ----- | ---------------------------------------------------------------------------------- | -------- | --- | --- |
| 11/07 | XXIX Individual professional masculí                                               | raspall  | Moltó | Waldo |
| 11/01 | XXXI Individual professional masculí                                               | escala   | Soro III | Puchol II |
| 01/03 | XXVIII Individual                                                                  | raspall  | Marrahí | Pepe de la Llosa |
| 03/22 | XXIV Circuit Professional                                                          | escala   | Puchol II i Santi | Pere Roc II, Dani i Monrabal |
| 08/07 | XXII Lliga Professional                                                            | raspall  | Sergio, Alberto i Roberto | Guille, Moro i Tonet II |
| 07/05 | VIII Copa Diputació de València                                                    | escala   | Miguel, Dani i Conillet | Puchol II i Nacho de Beniparrell |
| 04/25 | X Trofeu Universitat de València                                                   | escala   | Fageca, Javi i Monrabal | Puchol II i Santi |
| 02/07 | XII Vall d'Albaida d'Hivern (cat. fins a 4a)                                       | raspall  | el Genovés (infantils) el Genovés (alevins) el Genovés(benjamins) el Genovés (prebenjamins) el Genovés (cadets) Moixent (4a categoria)                                                   | Aielo de Malferit (infantils) Benigànim (alevins) Moixent (benjamins) Moixent (prebenjamins) Aielo de Malferit (cadets) Llocnou d'en Fenollet (4a)   |
| 02/08 | XII Vall d'Albaida d'Hivern (categories 3a i 2a)                                   | raspall  | Canals (3a categoria) Llocnou d'en Fenollet (2a) | Llocnou d'en Fenollet (3a) Bèlgida (2a categoria) |
| 02/15 | X Copa Generalitat (categories juvenil i senior)                                   | galotxa  | Massalfassar (juvenil) Ovocity Marquesat (senior) | Alginet (juvenil) Quart de Poblet (senior) |
| 02/15 | XXXIII Individual Masculí dels JECV (infantils i alevins)                          | frontó   | Alejandro de Montserrat (aleví A) Lluís de Massalfassar (aleví B) Andrés de Llíria (infantil A) Nacho de Tibi (infantil B)                                                               | Alberto del Puig (aleví A) Joan de Casinos (aleví B) Marco del Puig (infantil A) Sergi de Tibi (infantil B)                                          |
| 02/21 | XXXIII JECV (categories escolars)                                                  | galotxa  | Quart de Poblet (juvenils) Alfara de la Baronia (cadets) Almussafes (benjamins) Alginet (infantils) la Pobla de Vallbona (alevins)                                                       | Benidorm (juvenils) Beniparrell (cadets) Massamagrell (benjamins) Vila-real (infantils) Onda (alevins)                                               |
| 02/21 | XVII Autonòmic (categories 1a, 2a i 3a-A)                                          | escala   | Xilxes (3a A) Algímia d'Alfara (2a) Vila-real (1a) | Riba-roja (3a A) Llíria (2a) Quart de les Valls (1a)                                                                                                 |
| 02/22 | XVII Autonòmic (categoria 3a-B)                                                    | escala   | Calp | Torrent C |
| 02/22 | XXXIII Individual Masculí dels JECV (benjamins, cadets i juvenils)                 | frontó   | Jaime de Quart (juvenil A) Rafa de Benidorm (juvenil B) José Luis de Benidorm (cadet A Jordi d'Alcàntera-Càrcer (cadet B) Jordi de Massamagrell (benjamí A) Rubén de Moixent (benjamí B) | |
| 02/22 | XIX Trofeu Fallera Major (Delegació, F. M. Infantil i F. Major)                    | escala   | Duc de Gaeta/Pobla de Farnals (D) Carrera de S. Lluís/Dr. Waksman (I) Àngel de l'Alcàsser/José Maestre (M)                                                                               | Sagunt/S. Guillem (D) Costa i Borràs/Agustina d'Aragó (I) Sanchis Bergón/Túria (M)                                                                   |
| 02/22 | IV Autonòmic                                                                       | one wall | Aida de Moixent (prom. B) Mar de Bicorb (prom. A) Àlex de Borbotó (masc. B) M. José de Borbotó (fem.) Pasqual de la Pobla (masc. A)                                                      | Adriana de València (prom. B) Amparo de Borbotó (prom. A) Carles de Borbotó (masc. B) Monica de Borbotó (fem.) Pablo de Borbotó (masc. A)            |
| 03/01 | XXXIII Individual Femení dels JECV (benjamina, alevina, infantil, cadet i juvenil) | frontó   | Lluna de València (benjamina) Aída de Moixent (alevina) Victòria de Borbotó (infantil) Amparo de Borbotó (cadet) Anabel de Borbotó (juvenil)                                             | Inés de València (benjamina) Alèxia de Massalfassar (alevina) Nerea de Moixent (infantil) Ana de Beniparrell (cadet) Joana de Tavernes Blanques (j.) |
| 03/08 | I Trofeu Antonio Núñez                                                             | frontó   | Moro de Massalfassar i Roberto de Beniparrell | Adrián II i Alejandro de Paterna |
| 03/19 | Trofeu de Falles de Bellreguard                                                    | raspall  | Ian de Senyera i Tonet II | Domingo, Gabi i Ricardet |
| 03/15 | Trofeu de Falles de Dénia                                                          | escala   | Pablo de Sella, Fèlix de Dénia i Carlos | Genovés II i Pere de Pedreguer |
| 03/16 | I Campionat Popular Aborigen                                                       | galotxa  | | |
| 04/10 | IV Trofeu Filósofo                                                                 | raspall  | Waldo i Coeter II | Moltó, Roberto i Néstor |
| 04/26 | I Lliga Promeses                                                                   | escala   | Kevin de Borriol, Pablo i Adrià | Salvador, Sacha i Sáez |
| 04/26 | I Lliga Dos                                                                        | escala   | Francés de Petrer i Conillet | Boni de Vilamarxant i Colau II |
| 07/05 | Lliga a Llargues d'Alacant                                                         | ratlles  | Sella | Benimagrell |
| 07/05 | Lliga a Palma                                                                      | ratlles  | Agost | Tibi A |
| 07/18 | 40é Trofeu El Corte Inglés (categories juvenil i 1a)                               | galotxa  | Montserrat (juvenils) Montserrat (1a) | Massalfassar (juvenils) Kiwa-Quart de les Valls (1a)                                                                                                 |
| 04/30 | XXXIII JECV (juvenils)                                                             | escala   | Orba A | Murla |
| 05/03 | XXXIII JECV (infantils, alevins, benjamins i cadets)                               | escala   | El Puig (infantils) Ondara (benjamins) Onda (alevins) Alfara de la Baronia (cadets) | Orba A (infantils) Petrer (benjamins) La Pobla de Vallbona A (al.) Benidorm (cadets)                                                                 |
| 05/09 | XXXIII JECV (benjamins, alevins, infantils, cadets i juvenils)                     | raspall  | Ondara A (benjamins) Piles (alevins) Oliva A (infantils) Alcàntera-Càrcer A (cadets) Piles (juvenils)                                                                                    | Oliva A (benjamins) Murla (alevins) Murla (infantils) Orba (cadets) Orba (juvenils)                                                                  |
|       | Autonòmic per parelles                                                             | frontó   | | |
| 07/   | 32é Autonòmic                                                                      | raspall  | | |
| 05/01 | Trofeu Diputació d'Alacant                                                         | escala   | Pere Roc II, Santi i Monrabal | Genovés II, Héctor I i Carlos |
| 05/30 | XXXIII Individual Femení dels JECV (benjamina i alevina)                           | raspall  | Marina d'Algímia (benjamina) Aida de Moixent (alevina) | Anastàsia de Benidorm (benjamina) Mònica de València (alevina)                                                                                       |
| 05/31 | XXXIII Individual Femení dels JECV (cadets)                                        | raspall  | Ana de Beniparrell | Amparo de Borbotó |
| 06/01 | X Individual Sub-18 de Tecnificació                                                | escala   | Giner de Murla | José Salvador de Quart de les Valls |
| 05/24 | I Copa Diputació de València                                                       | raspall  | Waldo i Sanchis de Montesa | Guille d'Alzira, Alberto i Ricardet |
| 05/13 | III Trofeu Primavera                                                               | escala   | Puchol II i Santi | Miguel de Petrer i Fèlix |
| 06/03 | Pilota a l'Escola (femení i masculí)                                               | raspall? | CEIP Vasco Núñez de Balboa (femení) CEIP Mestre Carles Selma (masculí) | CEIP El Molí (femení) CEIP Verge dels Desemparats (masculí)                                                                                          |
| 12/18 | Trofeu Arturo Bataller                                                             | raspall  | Punxa, Sanchis i Miravalles (professionals) Caxu i Pepe Valls (juvenils) | Ian, Moro i Tonet II (professionals) Kilian i Ricardet (juvenils)                                                                                    |
| 12/05 | Trofeu Corts Valencianes                                                           | escala   | Soro III, Salva i Carlos | Miguel, Javi i Hèctor II |
| 12/26 | IX Trofeu Mestres de Pilota                                                        | escala   | Soro III i Javi | Miguel, Dani i Carlos |
| 2016  | Trofeu Corts Valencianes                                                           | raspall  | Moltó i Coeter II | Punxa, Dorín i Pau |
| 2016  | XXVI Memorial Vicente Pérez Devesa                                                 | escala   | Puchol II, Héctor i Bernat | Pere Roc II, Pere i Carlos |

## Palmarés individual
Ací hi ha una classificació per nombre de trofeus (campionats i subcampionats) aconseguits durant l'any:
| #  | A    | Esp.    | Figura      | Llinatge                 | Poble        | Pos.   | Campionats | Subcampionats |
| -- | ---- | ------- | ----------- | ------------------------ | ------------ | ------ | ---------- | ------------- |
| 1  | 1991 | escala  | Puchol II   | Xavier Puchol Cataluña   | Vinalesa     | rest   | 8          | 3             |
| 2  | 1985 | escala  | Santi       | Santiago Ortuño Orquín   | Finestrat    | mitger | 5          | 1             |
| 3  | 1979 | escala  | Fèlix       | Fèlix Peñarrubia Larrosa | Dénia        | mitger | 1          | 6             |
| 4  | 1981 | escala  | Genovés II  | José Cabanes Corcera     | el Genovés   | rest   | 1          | 5             |
| 5  | 1978 | raspall | Waldo       | Waldo Vila Gilabert      | Oliva        | rest   | 4          | 1             |
| 6  | 1994 | escala  | Pere Roc II | Rodrigo Sebastià Alonso  | Benidorm     | rest   | 3          | 3             |
| 7  | 1994 | escala  | Marc        | Marc Gimeno Sánchez      | Montserrat   | rest   | 4          | 0             |
| 8  | 1980 | escala  | Miguel      | Miguel González Marí     | Petrer       | rest   | 1          | 4             |
| 9  | 1974 | escala  | Dani        | Daniel Gómez Giménez     | Benavites    | mitger | 1          | 4             |
| 10 | 1992 | raspall | Moltó       | Alfonso Moltó Puertas    | Barxeta      | rest   | 3          | 1             |
| 11 | 1986 | escala  | Raül        | Raúl Cervera Giménez     | Godelleta    | mitger | 2          | 0             |
| 12 | 1987 | escala  | Fageca      | Ismael Vidal Soneira     | València     | rest   | 2          | 0             |
| 13 | 1994 | escala  | Soro III    | Francesc Soro Juan       | Massamagrell | rest   | 4          | 0             |
| 14 |      | frontó  | Alejandro   | Alejandro                | Paterna      |        | 1          | 1             |
| 15 | 1976 | frontó  | Adrián II   | Adrián Celda García      | Museros      | rest   | 0          | 2             |

Els figures en roig són els campions individuals d'enguany, vestits amb la faixa roja durant la resta de l'any i durant la temporada del 2016 de pilota valenciana.